# Palosaari (ö i Finland, Norra Karelen, Pielisen Karjala, lat 63,37, long 30,16)
Palosaari är en ö i Finland. Den ligger i sjön Pankajärvi och i kommunen Lieksa i den ekonomiska regionen  Pielinen-Karelen  och landskapet Norra Karelen, i den östra delen av landet, 400 km nordost om huvudstaden Helsingfors. Öns area är 5,4 hektar och dess största längd är 420 meter i sydöst-nordvästlig riktning.